# Zähringer (kráter)

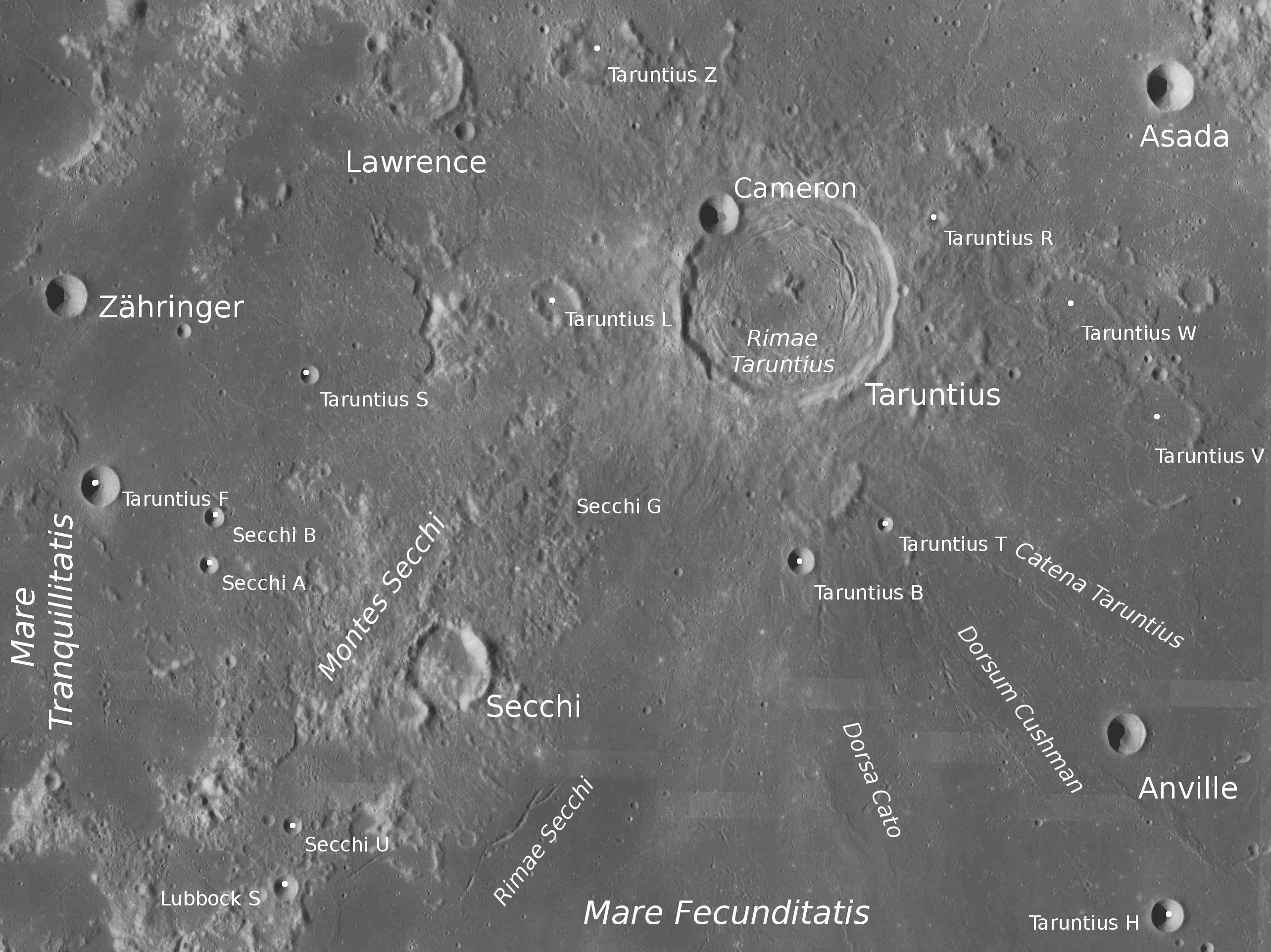
Poloha kráteru Zähringer

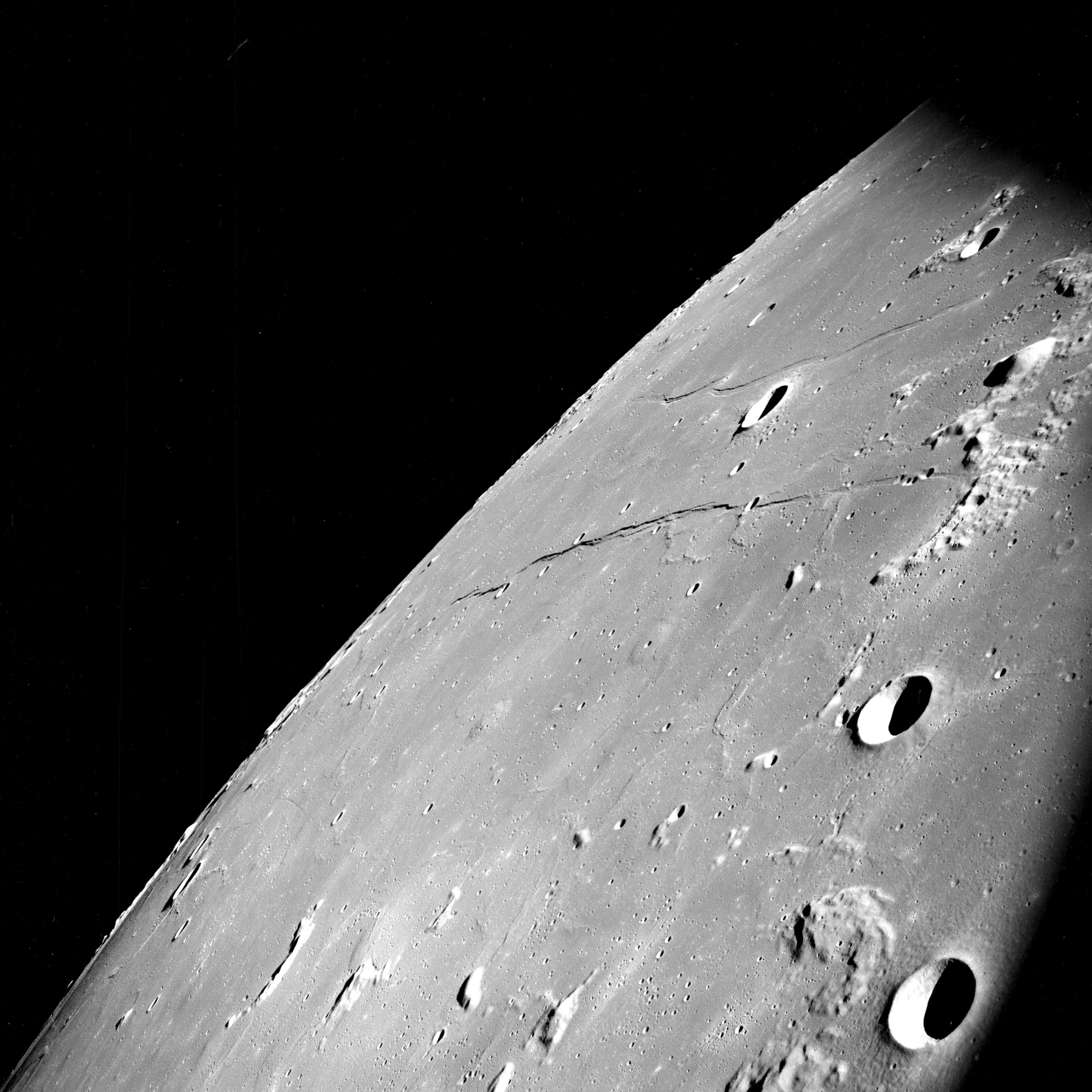
Kráter v pravém spodním rohu snímku je Taruntius F, za ním o něco dále leží Zähringer.

Zähringer je malý měsíční impaktní kráter nacházející se na jihovýchodním okraji Mare Tranquillitatis (Moře klidu) západně od kráteru Taruntius na přivrácené straně Měsíce. Má průměr 11 km a je hluboký 2,1 km, pojmenován je podle německého fyzika Josefa Zähringera. Než jej v roce 1976 Mezinárodní astronomická unie přejmenovala na současný název, nesl kráter označení Taruntius E.
Severovýchodně od něj leží lávou zatopený kráter Lawrence, jihovýchodně pak pohoří Montes Secchi s kráterem Secchi.